# Ragnvald Henriksson

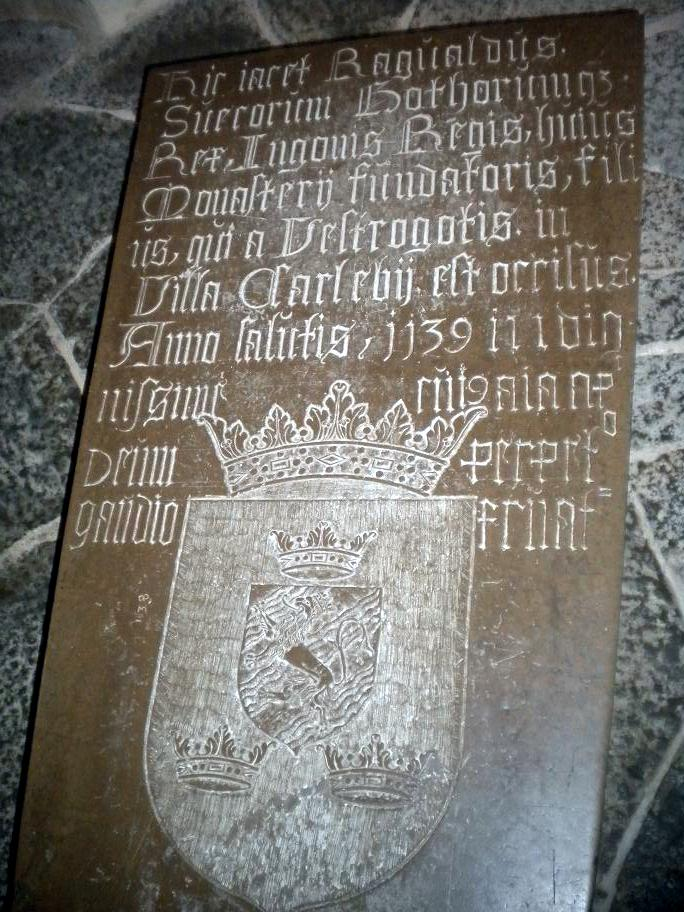
Gravsten i Vreta kloster, utformad av Rasmus Ludvigsson, attribuerad till kung Ragnvald Knaphövde, men möjligen syftande på Ragnvald Henriksson.

Ragnvald Henriksson var en svensk jarl, bror till kung Magnus Henriksson och enligt Snorre Sturlasson dennes jarl. Han var son till Henrik Skadelår och Ingrid Ragnvaldsdotter, och troligen uppkallad efter sin morfar Ragnvald Ingesson. Enligt avskrifter från 1500-talet om Vreta kloster, där han kallas "hertig" ("dux") skall han ha donerat jord till klostret till förmån för en bror "hertig" Johan (vilket dock inte nämns i den latinska versionen av avskriften), medan brodern Magnus i sin tur donerade jord till förmån för Ragnvald.